# Los Esquizitos
Los Esquizitos est un groupe mexicain de rock, originaire de Mexico. Il débute au milieu des années 1990. Ils interprètent les genres surf rock, garage rock, rock 'n' roll et punk rock. Leurs compositions sont très variées et ne correspondent pas nécessairement à un ou plusieurs genres. Ils sont considérés comme les pères de nombreux autres groupes qui sont inspirés pour jouer sans le soutien des médias.

## Histoire
Ils se forment pour la première fois à Mexico en 1994, et continuent depuis. En janvier 1996, Alex et Brisa quittent le groupe et, deux mois plus tard, Nacho et Üili rejoignent Reverendo pour former Lost Acapulco. Selon Üili, Alex et Brisa, voyant le succès de Lost Acapulco, décident de revenir et de reformer Los Esquizitos. Au cours des années suivantes, Nacho et Üili jouent simultanément dans les deux groupes. En 1998, Los Esquizitos sont invités à faire partie de la première édition du festival international Vive Latino aux côtés d'El Tri, de Molotov, Maldita Vecindad, Café Tacvba, Resorte (es), Sekta Core!, Tijuana No!, et Kenny y los Eléctricos (es), déjà considérés comme des classiques du rock mexicain.
Bien qu'ils existent depuis deux décennies, Los Esquizitos doivent attendre 20 ans pour sortir leur premier album en vinyle. Le groupe sort finalement l'EP Por favor, calmantes, qui est produit par Hugo Quezada.

## Discographie
- 1998 : Los Esquizitos
- 2001 : Hágalo usted mismo (EP)
- 2009 : T.Q.S.C.Y. Demos
- 2011 : Tú quieres ser como yo
- 2012 : Esa noche (EP)
- 2012 : Santa... or Astrosanta? (single)
- 2016 : No chaser (clip single)
- 2017 : Por favor, calmantes (vinyle)